# Horch 12
La sigla Horch 12 identifica una piccola famiglia di due modelli di autovetture di gran lusso prodotti dal 1931 al 1935 dalla Casa automobilistica tedesca Horch. I due modelli che componevano questa famiglia prendevano il nome di 670 e 600.

## Storia e profilo

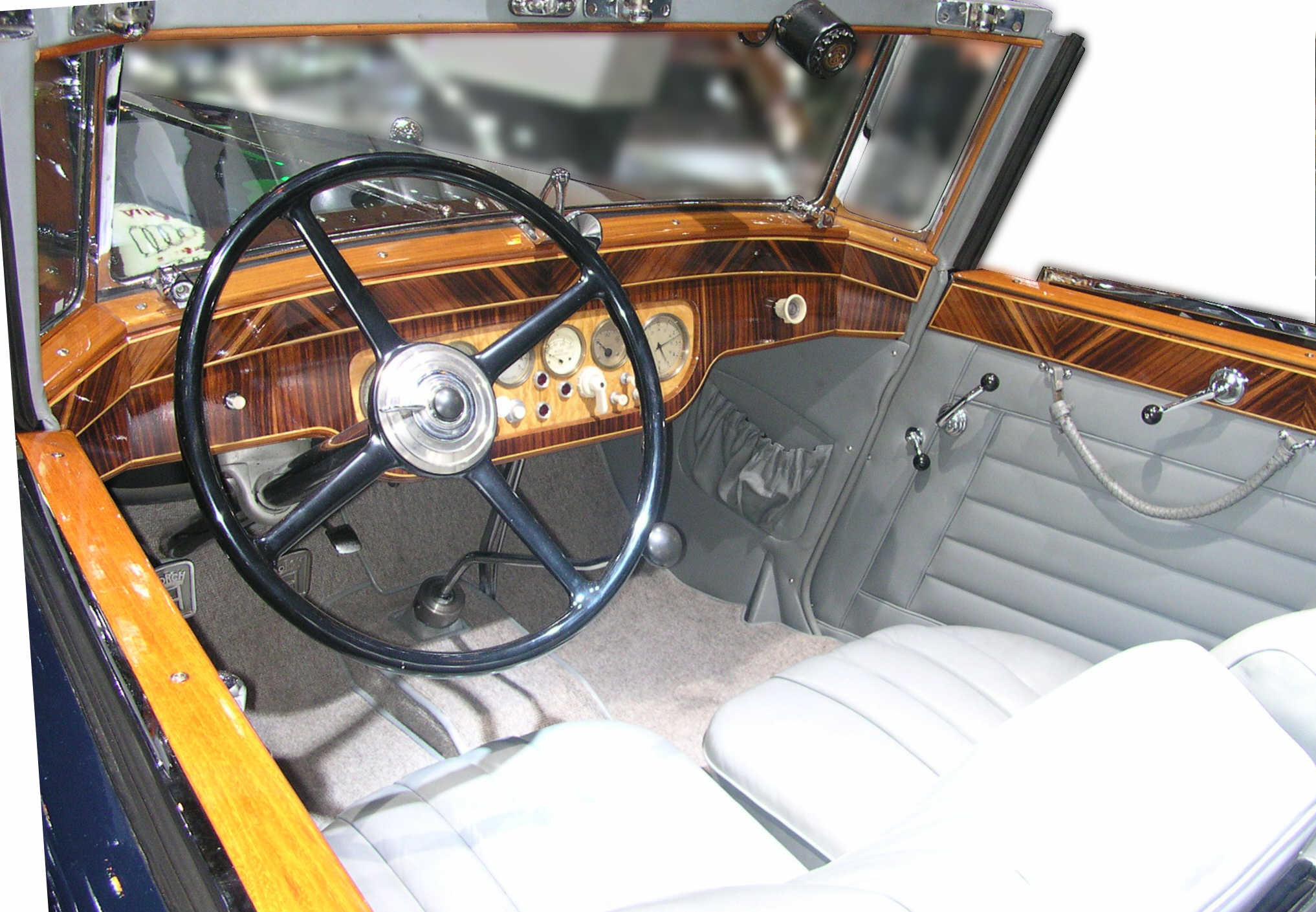
Interni

Le Horch 670 e 600 sono state i primi e gli unici modelli della Casa di Zwickau a montare un motore V12 e quindi a porsi un gradino più in alto dei coevi modelli della famiglia delle Horch 8.

L'idea di progettare e costruire una vettura con motore a 12 cilindri balzò alla mente dei vertici e dei progettisti Horch nel momento peggiore che vi potesse essere per poter concepire un'auto del genere, vale a dire alla fine del 1929, proprio quando la Borsa di New York era appena andata in crack e la grave crisi finanziaria che ne sarebbe scaturita aveva già cominciato a diffondersi su scala planetaria.

La nuova vettura da porre al vertice della gamma Horch fu presentata nel settembre 1931 al Salone di Parigi con il nome di 670: si trattava di un'enorme cabriolet disponibile a due o a quattro porte, e che nasceva sul telaio da 3,45 metri già utilizzato sulle Horch 8. Questo telaio includeva una meccanica di tipo tradizionale, poiché erano previste sospensioni ad assale rigido con molle a balestra. Solo l'impianto frenante si distaccava un po' dalle normali tendenze della tecnica di allora: era infatti di tipo idraulico con servofreno a depressione.

Quanto al motore, era stato progettato dell'allora direttore tecnico Fritz Fiedler: questo motore era costituito da due bancate di sei cilindri ognuna, con un angolo di 66° tra di esse (ma alcune altre fonti affermano che l'angolo era di 75°). Con misure di alesaggio e corsa pari a 80x100 mm, la cilindrata era di 6021 cm³. La distribuzione era ad un solo asse a camme nel basamento, con valvole laterali. Qui si trova una delle novità più interessanti, data dal sistema idraulico per il recupero del gioco valvole, un sistema che anticipò di decenni quanto fa abitualmente parte dei motori odierni e che pose tale motore all'attenzione della scena automobilistica di allora come uno dei più moderni in circolazione. L'albero a gomiti era a sette supporti di banco ed erano presenti dodici contrappesi di equilibratura per evitare vibrazioni. Tale aspetto, unito al recupero del gioco valvole, rendeva molto silenzioso il V12 di Fiedler. Molta attenzione venne data al raffreddamento e alla riduzione degli attriti mediante un'accurata lubrificazione, quest'ultima del tipo a circolazione forzata. Un apposito sistema gestiva l'apporto di olio ai pistoni ed ai supporti di banco dell'albero motore.

Il V12 della 670 erogava una potenza massima di 120 CV, che trasferiva alle ruote posteriori mediante una frizione monodisco a secco ed un cambio ZF a 4 marce con overdrive, lo stesso di quelli montati su molti modelli della gamma della Horch 8. Con tali caratteristiche, la 670 raggiungeva una velocità massima di 120 km/h.

La 670 venne posta in commercio ad un prezzo di 23.500 RM, un prezzo che, sebbene molto alto all'epoca, risultò però concorrenziale rispetto a quello delle principali rivali: una Maybach Zeppelin cabriolet veniva venduta nello stesso periodo a 30.000 RM, mentre una Mercedes-Benz 770 arrivava a ben 38.000 RM nella versione limousine (non era prevista inizialmente come cabriolet, ma rispetto a quest'ultima una limousine solitamente costava meno, ieri come oggi).

Nel 1932, al Salone di Ginevra, la 670 venne affiancata dalla 600, strutturalmente e meccanicamente identica alla 670, ma disponibile come limousine a 6 posti o come cabriolet a 6 posti. La possibilità di ospitare due posti in più fu data dall'utilizzo del telaio originale della 500B con passo di 3,75 metri.

La 600 fu prodotta fino al 1933 in 23 esemplari. Alla sua uscita dal listino rimase ancora la 670, prodotta per un altro anno e che alla fine avrebbe totalizzato 58 esemplari. Complessivamente furono quindi 81 gli esemplari di Horch 12 prodotti.

La 670 non ebbe alcun modello che ne raccolse l'eredità. Con la sua uscita di produzione nella gamma Horch rimasero solo modelli ad 8 cilindri.